# 小行星4922
小行星4922（英語：4922 Leshin）是一颗围绕太阳公转的小行星。1981年3月2日，舒爾特·巴斯在赛丁泉山发现了此天体。
这颗小行星的绝对星等为138.48368等。